# Pamela Hicks

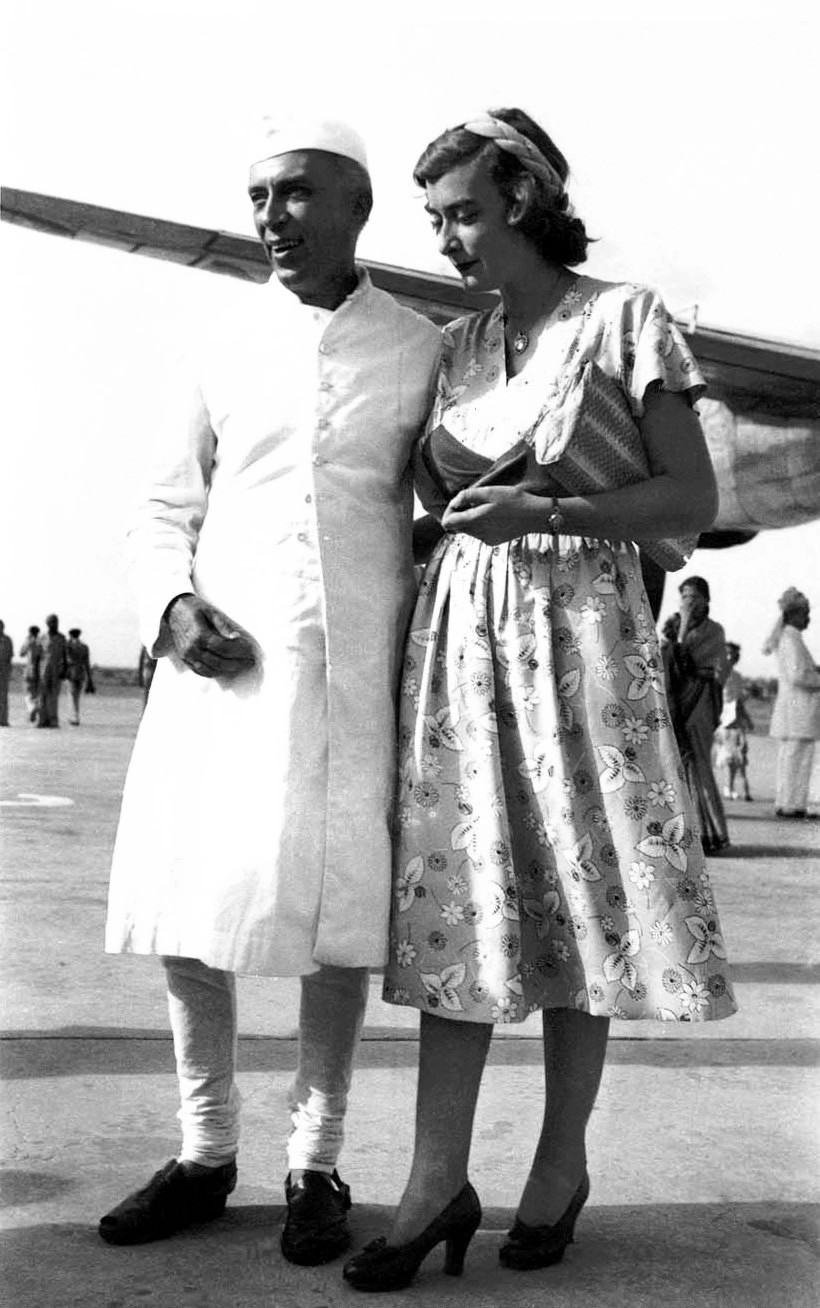
Pamela Mountbatten mit Jawaharlal Nehru, 1948

Lady Pamela Carmen Louise Hicks (geborene Mountbatten, * 19. April 1929 in Barcelona) ist eine britische Adlige, ein Spross der Linie Mountbatten des Hauses Battenberg und nahe Verwandte der britischen Königsfamilie.

## Leben
Pamela wurde nach Patricia als zweites von zwei Kindern des britischen Adligen Lord Louis Mountbatten und dessen Ehefrau Edwina Ashley, einer Enkelin des deutsch-britischen Bankiers Ernst Cassel, in Barcelona geboren. Dort diente ihr Vater damals als Marineoffizier bei der Mediterranean Fleet. Ihr Großvater väterlicherseits waren der deutsche, nach Großbritannien ausgewanderte und dort eingebürgerte Prinz Ludwig von Battenberg, ein Sohn des deutschen Prinzen Alexander von Hessen-Darmstadt aus dessen morganatischer Ehe mit Julia Hauke und somit ein illegitimer Spross der Linie Hessen und bei Rhein des Hauses Hessen. Eine ihrer Ur-Großmütter väterlicherseits war Alice von Großbritannien und Irland, Tochter der britischen Königin Victoria. In Pamelas Kindheitstagen führten ihre Eltern eine offene Beziehung und hatten Affären mit Personen beiderlei Geschlechts. 
Pamela besuchte die Hewitt School in New York City und begleitete ihre Eltern 1947 nach Britisch-Indien, wo ihr Vater zunächst als Vizekönig und nach der Teilung Britisch-Indiens in Indien und Pakistan bis 1948 als Generalgouverneur residierte. Ihr Vater war 1946 wegen militärischer Leistungen im Burmafeldzug zum Viscount Mountbatten of Burma erhoben worden und wurde 1947 zum Earl Mountbatten of Burma erhoben. Pamela führte als Tochter eines Earls fortan das Höflichkeitsprädikat Lady. 

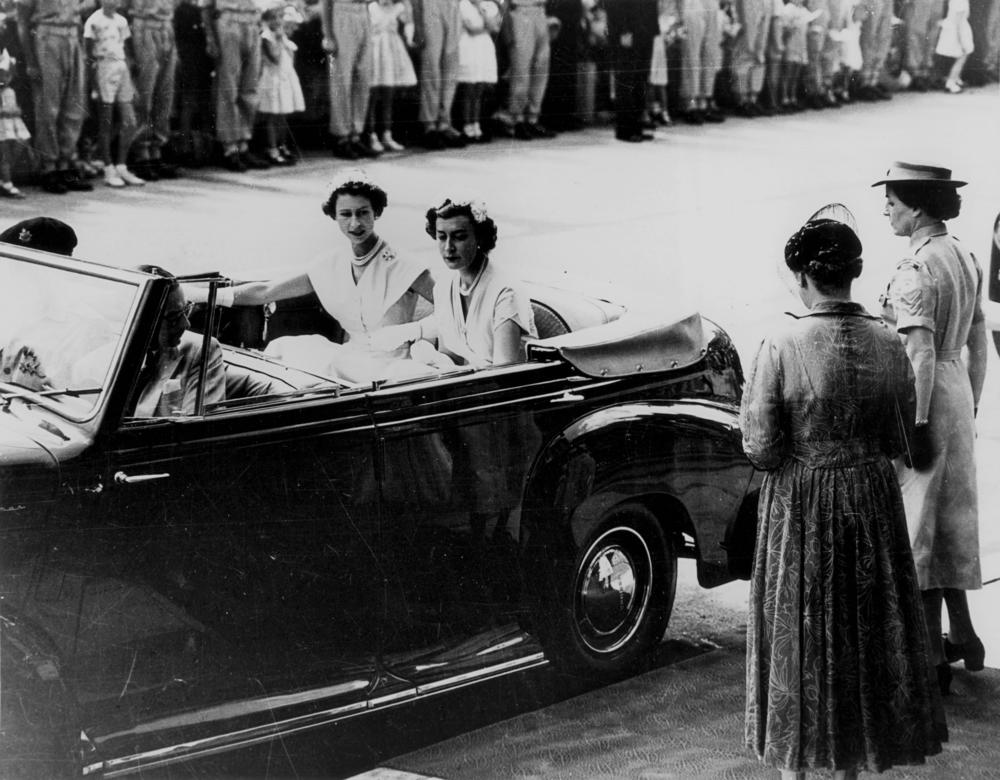
Pamela Mountbatten als Hofdame mit Elisabeth II. beim Staatsbesuch in Australien, 1954

Im November 1947 stand Pamela als Brautjungfer der späteren Königin Elisabeth II. bei deren Hochzeit mit dem Prinzen Philipp von Griechenland und Dänemark, ihrem Cousin, im Rampenlicht der Öffentlichkeit. Als Hofdame begleitete sie Elisabeth in den 1950er Jahren auf mehreren Staatsbesuchen in Länder des Commonwealth. 
Am 13. Januar 1960 heiratete Pamela den britischen Innenarchitekten David Nightingale Hicks (1929–1998). Das Paar bekam drei Kinder:
- Edwina Victoria Louise Hicks (* 24. Dezember 1961), ⚭ Jeremy Alexander Rothwell Brudenell;
- Ashley Louis David Hicks (* 18. Juli 1963), ⚭ (1) 1983 Allegra Marina Tondato, ⚭ (2) 2015 Katalina Sharkey de Solis;
- India Amanda Caroline Hicks (* 5. September 1967), ⚭ 2021 David Flint Wood.

1991 wurde Pamela Hicks Direktorin eines Unternehmens für Investmentfonds und Aktienanlagen. 2002 ließ sie die Tiara, die ihre Mutter als Vizekönigin Indiens getragen hatte, bei Sotheby’s versteigern. 2007 veröffentlichte sie über die Zeit des Vizekönigtums ihrer Eltern den ersten Teil ihrer Memoiren. Der zweite Teil, der sich mit ihrer Laufbahn als Hofdame der britischen Königin befasste, kam im Jahr 2012 auf den Markt.
In dem britisch-indischen Filmdrama Der Stern von Indien, das im Jahr 2017 auf die Leinwände kam, wurde Pamela von der Schauspielerin Lily Travers gespielt.

## Memoiren
- India Remembered. A Personal Account of the Mountbattens During the Transfer of Power. Pavilion Books, 2007, ISBN 978-1-86205-759-3.
- Daughter of Empire. Life as a Mountbatten. Weidenfeld & Nicolson, 2012, ISBN 978-0-29786-482-0.